# Natalie Lumpp

Natalie Lumpp, 2015

Natalie Lumpp (* 8. Februar 1971 als Natalie Hoffmann in Freiburg im Breisgau) ist eine deutsche Sommelière, Weinberaterin und Weinautorin.

## Leben
Ihr Vater Walter Hoffmann war Opernsänger am Stadttheater Freiburg, ihre Mutter Cordula leitete das Familienunternehmen Hotel „Adlerburg“ in Au bei Freiburg. Natalie erhielt bereits früh Ballett- und Klavierunterricht. Mit 16 Jahren begann sie eine gastronomische Ausbildung, die sie von 1987 bis 1990 im Hotel „Engel“ in Horben absolvierte.
In erster Ehe (1994–1999) war Natalie Lumpp mit dem Sternekoch Claus-Peter Lumpp verheiratet. 2002 heiratete sie den Kardiologen Manfred Jaeschke, mit dem sie bis 2020 verheiratet war. Aus dieser Ehe stammt ihr gemeinsamer Sohn Jonas. Natalie Lumpp lebt gegenwärtig in Baden-Baden.

## Beruflicher Werdegang
Nach ihrer Ausbildung zur Hotelfachfrau absolvierte sie diverse Stationen als Chef de Rang in führenden Häusern des Schwarzwaldes wie der „Traube Tonbach“ und dem Hotel „Bareiss“ in Mitteltal. Von 1992 bis 1998 war sie im Restaurant „Bareiss“ zunächst als Sommelière, dann als Chef-Sommelière beschäftigt. Von 1998 bis 2000 leitete sie das Restaurant „Imperial“ des Schlosshotels Bühlerhöhe in Bühl.
Im Jahr 2000 gründete sie in Baden-Baden ihr eigenes Unternehmen „Wein erleben!“ Mit diesem organisiert sie Weinseminare und Reisen und ist als Weinberaterin und Autorin tätig. Sie ist freie Mitarbeiterin bei zahlreichen Wein- und Gourmetzeitschriften wie Vinum, Sommelier-Magazin, Weinwelt, Der Feinschmecker, essen & trinken, Elle Bistro und Wein Gourmet und schreibt feste Weinkolumnen bei den Badischen Neuesten Nachrichten, der Pforzheimer Zeitung, der Berliner Zeitung und in der Zeitschrift Brigitte. Zudem ist sie regelmäßig in Sendungen der ARD und des ZDF, bei PRO7, Sat.1, Vox, n-tv und B-TV zu sehen. Der SWR produzierte zwei umfangreiche Serien mit ihr. Frank Elstner berief sie neben Alfred Biolek, Rainer Hunold und der Sommelière Christina Fischer in die Jury seiner zwölfteiligen Reihe Deutschlands beste Weine, die 2005 als Koproduktion von HR und SWR gesendet wurde.
Natalie Lumpp ist Mitglied in der Sommelier-Union Deutschland und bei Vinissima, einem bundesweiten Netzwerk zu „Frauen und Wein“. Seit 2001 ist sie Mitglied in der „Cercle de L'Ill“. Ferner ist sie seit 2003 im Vorstand der „Chaîne des Rôtisseurs“, seit 2016 trägt sie den Titel „Grand Echanson d‘ Allemagne“ und „Membre du Conseil Magistral Paris“. Des Weiteren ist Natalie Lumpp seit 2011 als Weinberaterin für Aldiana und seit 2012 für den „Radio Regenbogen Harald Wohlfahrt Palazzo“ in Mannheim tätig. Darüber hinaus gehört sie der Jury des „Deutschen Rotweinpreises“ des internationalen Weinmagazins Vinum (wird seit 1987 vergeben) an. Seit 2017 ist Natalie Lumpp Weintesterin bei Gault-Millau.

## Soziales Engagement
Natalie Lumpp, engagiert sich auch aktiv im sozialen Bereich. Sie unterstützt regelmäßig Benefizveranstaltungen, um Geld für soziale Zwecke zu sammeln.
Seit November 2006 ist sie Mitglied des Kuratoriums der Stiftung Deutsche Kinderkrebsnachsorge, welche sich für krebs-, herz- und mukoviszidosekranke Kinder, Jugendliche und junge Erwachsene sowie für verwaiste Familien einsetzt. Seit 2018 ist sie zudem Mitglied des Stiftungsrats der Kinderkrebsnachsorgeklinik in Tannheim.
Darüber hinaus wurde Natalie Lumpp am 9. April 2019 zur Patin des Projekts „Wir sind eins“ der Lebenshilfe der Region Baden-Baden – Bühl – Achern ernannt.

## Preise und Auszeichnungen
- 1992: Dritter Platz „Badischer Weinwettbewerb“, Freiburg
- 1993: Erster Platz „Badischer Weinwettbewerb“, Freiburg
- 1993: Dritter Platz „Segnitz Weinwettbewerb“, Berlin
- 1995: „Goldener Hahn“ (Meyer Guide)
- 1996: „Trophée Ruinart“ (Finale Deutschland)
- 1997: „Riesling Förderpreis“, Trier
- 1997: „Prix Culinaire“ der Europäischen Fördergemeinschaft für Wirtschaft
- 1997: „Trophée Ruinart“ (Bester Sommelier Deutschlands)
- 1998: „Trophée Ruinart Europe“ (Selektionswettbewerb Deutschland)
- 2008: „Weinritter“ der „Confrérie Vinum Regum Rex Vinorum“ de Tokaj
- 2012: Ehrennadel der Deutschen Kinderkrebsnachsorge
- 2012: Schweizer Silberlorbeeren-Medaille für das Hallwag-Buch Essen und Wein
- 2015: Publikums-Bambi mit „Grill den Henssler“ (Vox)
- 2019: Weinschlüssel der Stadt Öhringen
- 2021: Auszeichnung als „Genussbotschafterin Baden-Württemberg“
- 2022: Schweizer Silberlorbeeren-Medaille für das Belser-Buch Weinland Baden-Württemberg
- 2024: Rosenpatin – Natalie Lumpp taufte am 18. Juni 2024 die „Casino Baden-Baden Rose“[5][6]
- 2024: Edelfrau des Herbstes 2024[7][8]

## TV-Serien
- 25-teilige Serie „WeinLust“ – Natalie Lumpp besucht Winzer in Baden und Württemberg (SWR), 2005.
- 16-teilige Serie „WeinAdel“ – Natalie Lumpp besucht den Adel, der die großen Kapitel der badischen und württembergischen Weingeschichte geschrieben hat (SWR), 2007.
- „Weinlust trifft Kochkunst – Natalie Lumpp und Vincent Klink genießen am Bodensee“ (SWR), 8. April 2007.
- „Weinlust trifft Kochkunst – Natalie Lumpp und Vincent Klink genießen im Hohenlohischen“ (SWR), 9. April 2007.
- 13-teilige Serie „WeinReise... mit Natalie Lumpp auf Deutschlandtour“ (ARD EinsPlus). 1. „Ahr“, 2. „Baden“, 3. „Franken“, 4. „Hessische Bergstraße“, 5. „Mittelrhein“, 6. „Mosel“, 7. „Nahe“, 8. „Pfalz“, 9. „Rheingau“, 10. „Rheinhessen“, 11. „Saale-Unstrut“, 12. „Sachsen“ und 13. „Württemberg“. Beginn 11. Mai 2008, alle drei Wochen bis 1. Januar 2009, gesendet wurde jeweils eine Woche lang aus den jeweiligen Weinbaugebieten vom Bodensee bis zur Saale.

### Gast im Fernsehen
- Natalie Lumpp ist regelmäßig zu Gast in der Landesschau des SWR.
- Natalie Lumpp ist regelmäßig zu Gast in den Sendungen „ARD Buffet“ im ARD sowie „Kaffee oder Tee“ im SWR.
- 14. Oktober 2000: „Frank Elstner: Menschen der Woche“ (SWR)
- 15. März 2008: „SamstagAbend“ mit Markus Brock (SWR)
- 19. Oktober 2009: „Planet Wissen“ mit Birgit Klaus und Dennis Wilms (WDR, SWR, BR-alpha)
- 2014 bis 2016: „Grill den Henssler“ Jury (Vox)
- seit Dezember 2015: Die Quiz-Helden – „Wer kennt den Südwesten“ (SWR)
- DAS! Gäste auf dem roten Sofa im NDR

### Gast im Radio und Audiobeiträge
- SOMMELIER – Natalie Lumpp – Leidenschaftliche Großmeisterin der Weinwelt (3. April 2025)[9]
- IN VINO WER WIE WAS – Der Weinpodcast – Wei(h)nachten mit Natalie Lumpp und Heiko Antoniewicz. Eine schöne kulinarische Bescherung. (22. Dez. 2023)[10]
- IN VINO WER WIE WAS – Der Weinpodcast – Natalie Lumpp: Andalusien ohne Sherry, Urlaubserinnerungen und die Welt der Weine (17. März 2023)[11]
- SWR3 – Promi-Talk mit Thees – Natalie Lumpp: „Ich habe alle meine Wohnungen nach dem Keller ausgesucht“ (29. Januar 2023)[12]
- Cheers! Der Weinpodcast mit Lou – The perfect match! – Welcher Wein passt zu welchem Essen? – Zu Gast: Natalie Lumpp (17. Nov. 2022)[13]
- SWR1 – Die virtuelle Pfännle-Weinprobe mit Natalie Lumpp und Petra Klein (17. September 2021)[14]
- DLF – Klassik-Pop-et cetera – „Was gibt es Schöneres als Genuss?“ (12. Dezember 2020)[15]
- SWR1 – Natalie Lumpp bei SWR 1 Leute (24. Oktober 2018)[16]

## Werke

### Bücher
- Wein und mehr... (Illustrationen: Tomi Ungerer, Vorwort: Lothar Späth). Baden Verlag, Gutach 2000, ISBN 3-934574-03-3.
- Ortenau – Weine aus dem Herzen Badens. DRW-Verlag Weinbrenner, Leinfelden-Echterdingen 2003, ISBN 3-87181-487-3.
- Remstal-Stuttgart – Weinlandschaft mit Tradition und Vision. DRW-Verlag Weinbrenner, Leinfelden-Echterdingen 2003, ISBN 3-87181-488-1.
- Wein – was sonst?! Genießertipps (Illustrationen von Sylvia Neuner). Wunderlich Verlag, Reinbek 2006, ISBN 978-3-8052-0817-8 („Natalie Lumpps Weinbrevier“). Taschenbuchausgabe Reinbek: Rowohlt Taschenbuchverlag 2007 (rororo Nr. 62166), ISBN 978-3-499-62166-6.
- Essen und Wein. Hallwag – Gräfe und Unzer Verlag, München 2011, ISBN 978-3-8338-2299-5.
- Weingüter entlang der Autobahn. ZS Verlag GmbH, München 2015, ISBN 978-3-89883-478-0.
- Food, Love & Wine: Die besten Rezepte zum Wein. Hölker Verlag in der Coppenrath Verlag GmbH & Co. KG, Münster 2017, ISBN 978-3-88117-123-6.
- Weinland Baden-Württemberg  Belser Verlag Stuttgart 2020, ISBN 978-3-7630-2854-2

### Mitwirkung an Büchern
- Gabriele Damasko & Gunter Link: WeinLust mit Natalie Lumpp: Kostproben aus Baden-Württemberg. Hampp-Verlag, Stuttgart 2005, ISBN 3-930723-63-8.
- Gabriele Damasko & Klaus Hennig-Damasko: WeinAdel – Natalie Lumpp entdeckt Schlossweine in Baden und Württemberg. Hampp-Verlag, Stuttgart 2007, ISBN 978-3-936682-20-5.
- Renate Seibold-Völker & Andreas Krohberger (Hg.): Fellbacher Weinbuch. Mit Beiträgen von Natalie Lumpp, Felix Huby, Vincent Klink u. a., Fotos von Peter D. Hartung. Silberburg-Verlag, Tübingen 2007, ISBN 978-3-87407-771-2.
- Eberhard Schell: Kochen mit Schokolade mit Weinempfehlungen von Natalie Lumpp. Christian Verlag, München 2013, ISBN 978-3-86244-262-1.
- Eckart Witzigmann, Jürgen Mäder, Rainer Knubben: Feines Fleisch mit einer Weinauslese von Natalie Lumpp. Hampp-Verlag, Stuttgart 2015, ISBN 978-3-942561-37-2.
- Schwarzwälder Tapas 2 – Das Kochbuch: Badisch-Schwäbische Genießertapas mit Weintipps von Natalie Lumpp. Verlag: cook & shoot GbR, Bühl 2017, ISBN 978-3-00-054327-2.

### Hörbücher
- Eckart Witzigmann und Natalie Lumpp: Genuss-Experten im Gespräch (SWR 1, Juni 2006). Freiburg i. Br.: AUDIOBUCH-Verlag 2006, ISBN 978-3-89964-209-4.

### Interviews
- Ein Leben im Namen des Weines. Natalie Lumpp im Gespräch, in: „HIGH Society Rems-Murr“ (Life-Style-Magazin für den Rems-Murr-Kreis), 2. Jg., Ausgabe 3/2008 (Fellbach), S. 6–8.
- Die aktuellen Weintrends in Deutschland – die führende Weinexpertin Natalie Lumpp im Interview, in: „Badischer Wein – Von der Sonne verwöhnt“, Oktober 2010 (Karlsruhe), S. 13–15.